# Кристиан II (Саксония)
Кристиан II (на немски: Christian II, * 23 септември 1583 в Дрезден, † 23 юни 1611 в Дрезден) от рода на Албертинските Ветини е курфюрст на Саксония от 1591 г.
Той е най-възрастният син на курфюрст Кристиан I (1560-1591) и Софи от Бранденбург (1568–1622), дъщеря на курфюрст Йохан Георг от Бранденбург.
След ранната смърт на баща му през 1591 г. той го наследява на трона под регентството на майка му и на херцог Фридрих Вилхелм I от Саксония-Ваймар (от Ернестините). Майка му го възпитава строго лутерански. През 1601 г. той поема сам управлението. Той нарежда по настояване на майка му екзекуцията на влиятелния канцлер на баща му калвиниста Николаус Крел (1583-1611) в Дрезден.
В съюз с Бранденбург поддържа император Рудолф II против Матей.

## Брак и наследяване
Кристиан II се жени на 12 септември 1602 г. в Дрезден за принцеса Хедвиг от Дания и Норвегия (1581–1641), четвъртата дъщеря на крал Фредерик II от Дания.
Той се интересува повече от лов, ядене и пиене.
Умира бездетен на 27 години, след като изпива голямо количество бира, вероятно от удар. Погребан е в катедралата на Фрайберг.
Управлението поема по-малкият му брат Йохан Георг I (1585–1656).